# Вальмиджана-и-Барбань, Венанси

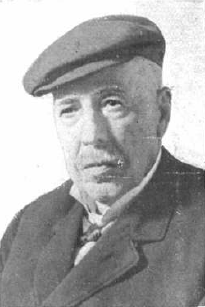

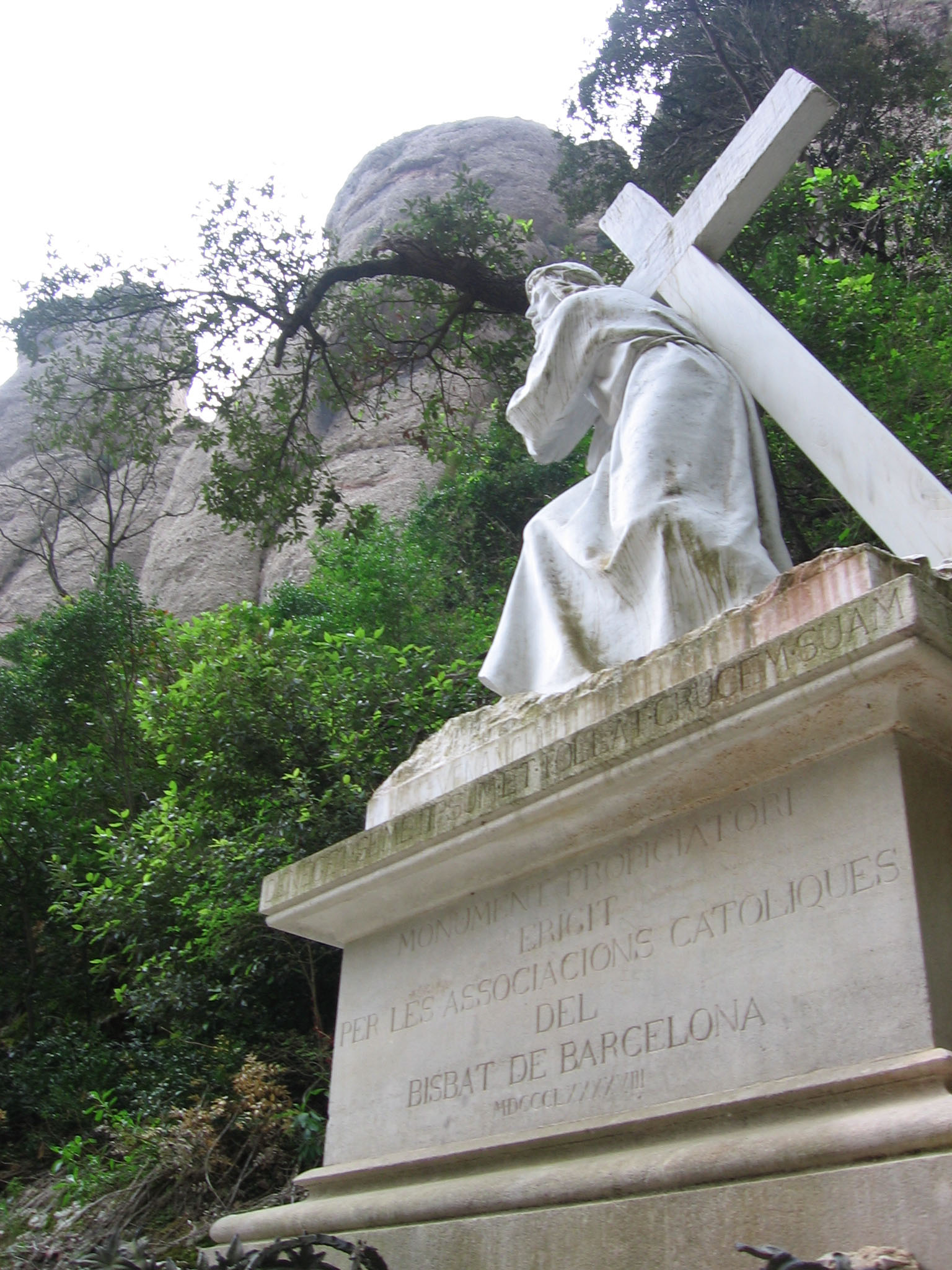
Крестный путь (1899, монастырь Монтсеррат)

Венанси Вальмиджана-и-Барбань (кат. Venanci Vallmitjana i Barbany; 1826, Барселона — 3 сентября 1919, Барселона) — испанский, испанский скульптор.

## Биография
Окончил Барселонскую школу искусств, ученик Дамиа Кампеня. С 1856 г. преподавал там же, среди его учеников Хосеп Льимона, Пабло Гаргальо и Эусеби Арнау. Много работал вместе со своим братом Агапитом, а после 1883 г. и вместе с сыном, также Агапитом. В 1890 г. удостоен первой премии на Национальной выставке в Мадриде.
Автор скульптурного портрета королевы-регентши Марии Кристины с трёхлетним королём Альфонсом XIII (1889), статуи Дианы, расположенной в Барселоне на улице Гран-Виа (исп. Gran Vía), ряда скульптурных композиций на религиозные темы (в том числе в скульптурном ансамбле монастыря Монтсеррат).
Его работы, нахотятся, в том числе, в Национальном музее искусства Каталонии, Библиотеке-музее Виктора Балагера и Музее Фредерика Мареса. А также в Парке Цитадели (кат. Parc de la Ciutadella).